# Eupithecia nobilitata
Eupithecia nobilitata är en fjärilsart som beskrevs av Otto Staudinger 1882. Eupithecia nobilitata ingår i släktet Eupithecia och familjen mätare. Inga underarter finns listade i Catalogue of Life.